# Заболотьевский сельсовет (Загорский район)
Заболотьевский сельсовет — упразднённая административно-территориальная единица, существовавшая на территории Московской губернии и Московской области до 1959 года.
Заболотьевский сельсовет был образован в первые годы советской власти. По данным 1922 года он входил в состав Федорцевской волости Сергиевского уезда Московской губернии.
В 1924 году к Заболотьевскому с/с был присоединён Калошинский с/с, а в 1925 году — Макарьевский с/с.
В 1927 году из Заболотьевского с/с были выделены Калошинский и Макарьевский с/с.
По данным 1926 года в состав сельсовета входили деревни Заболотье, Замостье, Калошино и Макарово.
В 1929 году Заболотьевский с/с был отнесён к Константиновскому району Кимрского округа Московской области.
17 июля 1939 года к Заболотьевскому с/с были присоединены Калошинский (селения Замостье и Калошино) и Смолинский (селения Болеботино, Смолино и Скорынино) с/с.
14 июня 1954 года к Заболотьевскому с/с был присоединён Федорцевский с/с.
22 июня 1954 года селения Демидово, Макарово, Морозово и Полубарское были переданы из Заболотьевского с/с в Веригинский с/с.
7 декабря 1957 года Константиновский район был упразднён и Заболотьевский с/с был передан в Загорский район.
30 декабря 1959 года Заболотьевский с/с был упразднён. При этом его территория была передана в Веригинский с/с.